# Большаков, Иван Анисимович
Иван Анисимович Большаков (5 (17) июня 1898, Санкт-Петербург — 1 сентября 1962, Ленинград) — советский военачальник. Начальник Рижского высшего Краснознамённого училища береговой артиллерии ВМС (1944—1955), генерал-майор (1942). Участник Великой Отечественной войны, один из организаторов береговой обороны Ленинграда (1941—1943).

## Биография
В ноябре 1919 года окончил Первые Советские артиллерийские Петроградские командные курсы, а в январе 1923 года артиллерийское отделение Высшей объединённой школы Западного фронта. В ноябре 1927 по ноябрь 1928 окончил класс береговой артиллерии Специальных курсов комсостава ВМК РККА.
Участвовал в Гражданской, советской-финляндской и Великой Отечественной войнах.
В годы Гражданской войны красноармеец 1-й стрелковой дивизии, воевал против войск Н. Н. Юденича под Ямбургом. После войны, с 1931 по 1936 год преподавал в военном училище. В годы Советско-финляндской войны был комендантом Гогландского сектора береговой обороны Главной базы Краснознамённого Балтийского флота с июня 1940 года.
В начале Великой Отечественной войны проходил службу в прежней должности коменданта сектора, обеспечивал боевые действия Ленинградского фронта в восточной части Финского залива. Полгода до марта 1942 года был комендантом Загородного оборонительного участка. Воинское звание генерал-майор береговой службы присвоено 17 июня 1942 года.
До июля 1942 года — начальник штаба Управления береговой охраны, ПВО и сухопутной обороны Краснознамённого Балтийского флота, на протяжении года — комендант Ижорского укрепительного сектора береговой обороны.
С августа 1943 года — начальник эвакуированного из Севастополя Училища береговой обороны Военно-Морских Сил РККА во Владивостоке. В 1946 году училище под управлением Большакова передислоцировано в Ригу и получило наименование — Краснознамённое артиллерийское училище береговой обороны ВМФ. 5 мая 1952 году переаттестован и получил воинское звание генерал-майор артиллерии.
В 1948 году с золотой медалью закончил обучение в  Высшей военной академии имени К. Е. Ворошилова.
В запасе с декабря 1955 года. Скончался 1 сентября 1962 года. Похоронен на Головинском кладбище Москвы.

## Награды
- Орден Ленина (1945);
- Орден Красного Знамени (1943, 1944, 1949);
- Орден Красной Звезды (1940);
- Медаль «За оборону Ленинграда»;
- Медаль «За победу над Германией в Великой Отечественной войне 1941—1945 гг.»;
- Медали СССР.